# Hanne
| Drenge- | Drenge-   | Pige- | Pige-    | Efter- | Efter-      |
| ------- | --------- | ----- | -------- | ------ | ----------- |
| 1       | Peter     | 1     | Anne     | 1      | Nielsen     |
| 2       | Michael   | 2     | Mette    | 2      | Jensen      |
| 3       | Lars      | 3     | Kirsten  | 3      | Hansen      |
| 4       | Jens      | 4     | Hanne    | 4      | Andersen    |
| 5       | Thomas    | 5     | Anna     | 5      | Pedersen    |
| 6       | Henrik    | 6     | Helle    | 6      | Christensen |
| 7       | Søren     | 7     | Maria    | 7      | Larsen      |
| 8       | Christian | 8     | Susanne  | 8      | Sørensen    |
| 9       | Martin    | 9     | Lene     | 9      | Rasmussen   |
| 10      | Jan       | 10    | Marianne | 10     | Jørgensen   |

Hanne er et pigenavn, der er en dansk form af Johanne eller fra det hebraiske hannah, der betyder "ynde". Det er meget almindeligt forekommende i Danmark, hvor 41.135 personer i 2010 ifølge Danmarks Statistik havde navnet.
På dansk anvendes også formerne Hanna og Hannah samt en række sammensætninger startende med Hanne med og uden bindestreger, f.eks. Hanne-Marie.

## Kendte personer med navnet
- Hannah Arendt, tysk filosof.
- Hannah Bjarnhof, dansk skuespiller.
- Hanne Boel, dansk sanger.
- Hanne Borchsenius, dansk skuespiller.
- Hanne Finsen, dansk museumsdirektør.
- Hanne-Vibeke Holst, dansk forfatter.
- Hanne Reintoft, dansk socialrådgiver og forfatter.
- Hanna Schygulla, tysk skuespiller.
- Hanne Severinsen, dansk politiker.
- Hanne Marie Svendsen, dansk forfatter.
- Hanne Willumsen, dansk dukkefører og tv-medarbejder.

## Navnet anvendt i fiktion
- Hanne er navnet på hovedpersonen i en række børnebøger fra 1950'erne skrevet af Britta Munk – Hanne-bøgerne.
- Hannah og hendes søstre er titlen på en film af Woody Allen.